# کوچارگی ستاره
کوچارگی ستاره (به لهستانی:  Koczargi Stare) یک روستا در لهستان است که در گمینا ستاره بابیتسه واقع شده‌است.
 کوچارگی ستاره  ۸۷۹ نفر جمعیت دارد.